# Muzeum Pera
Muzeum Pera (Pera Müzesi) je galerie umění v tureckém Istanbulu. Sídlí ve čtvrti Beyoğlu, která se ve středověku nazývala Pera, a odtud galerie získala své jméno. Je soukromá, zřizovatelem je Nadace Suny a İnany Kıraçových. Budova, v níž se galerie nachází, je bývalý Hotel Bristol. Byla postavena roku 1893, podle návrhu architekta Achille Manoussose. Na umělecké muzeum byla přeměněna v roce 2005, podle projektu architekta Sinana Genima. Zaměřuje se na orientalismus 19. století, evropský i domácí. Ve sbírkách muzea je i nejslavnější turecký obraz Trenér želv Osmana Hamdi Beye. Unikátní je také sbírka měr a vah, jichž muzeum schraňuje více než deset tisíc kusů, ze všech epoch. Vlastní též přes 800 kusů starých dlaždic a keramiky. Pera je též významnou výstavní síní, dočasnou výstavu v ní měla řada světových umělců, mezi nimi Alberto Giacometti, Jean Dubuffet, Henri Cartier-Bresson, Rembrandt, Niko Pirosmani, Josef Koudelka, Joan Miró, Akira Kurosawa, Marc Chagall, Pablo Picasso, Fernando Botero, Frida Kahlo, Diego Rivera nebo Goya. Z účelem možnosti představit tureckému publiku díla velkých mistrů minulosti spolupracuje Pera s mnoha zahraničními institucemi, jako je Tate Britain, Centrum George Pompidoua ad. V galerii jsou organizovány rovněž filmové projekce.